# Rafael Nickel
Pour les articles homonymes, voir Nickel (homonymie).
Rafael Nickel est un épéiste ouest-allemand né le 30 juillet 1958 à Hambourg.

## Carrière
Rafael Nickel participe à l'épreuve d'épée par équipe lors des Jeux olympiques d'été de 1984 à Los Angeles et remporte avec ses partenaires ouest-allemands Elmar Borrmann, Volker Fischer, Gerhard Heer et Alexander Pusch la médaille d'or.